# Alcis deversata
Alcis deversata är en fjärilsart som beskrevs av Otto Staudinger 1892. Alcis deversata ingår i släktet Alcis och familjen mätare. Inga underarter finns listade i Catalogue of Life.